# Midden-Saksisch voetbalkampioenschap 1925/26
In 1925/26 werd het 21ste voetbalkampioenschap van Midden-Saksen gespeeld, dat georganiseerd werd door de Midden-Duitse voetbalbond. Chemnitzer BC werd kampioen en plaatste zich voor de Midden-Duitse eindronde. De club versloeg VfB 1912 Geyer en werd dan door Fortuna Leipzig uitgeschakeld.
Preußen plaatste zich voor de eindronde van vicekampioenen. De club versloeg VfB Annaberg, Dresdner SpVgg 05, SpVgg 06 Falkenstein en BV Olympia-Germania Leipzig en in de finale Erfurter SC 1895. Hierdoor speelde de club tegen Midden-Duitse vicekampioen Fortuna Leipzig voor een ticket naar de nationale eindronde, maar verloor met 8:0.
SC Hellas/Germania Chemnitz was een fusie tussen SC Hellas 08 Chemnitz en Germania Mittweida.

## Gauliga
| Plaats | Club                        | Wed. | W  | G | V  | Saldo | Ptn.  |
| ------ | --------------------------- | ---- | -- | - | -- | ----- | ----- |
| 1.     | Chemnitzer BC 99            | 18   | 16 | 0 | 2  | 85:35 | 32:4  |
| 2.     | FC Preußen Chemnitz         | 18   | 11 | 2 | 5  | 57:45 | 24:12 |
| 3.     | SC Hellas/Germania Chemnitz | 18   | 8  | 5 | 5  | 39:28 | 21:15 |
| 4.     | SC 1913 Harthau             | 18   | 7  | 5 | 6  | 43:42 | 19:17 |
| 5.     | VfB 01 Chemnitz             | 18   | 9  | 1 | 8  | 54:44 | 19:17 |
| 6.     | SV Sturm 04 Chemnitz        | 18   | 8  | 2 | 8  | 66:45 | 18:18 |
| 7.     | PSV 1921 Chemnitz           | 18   | 7  | 3 | 8  | 51:60 | 17:19 |
| 8.     | SC National 1900 Chemnitz   | 18   | 5  | 3 | 10 | 46:72 | 13:23 |
| 9.     | SV Teutonia 1901 Chemnitz   | 18   | 3  | 6 | 9  | 53:69 | 12:24 |
| 10.    | FC Viktoria 1903 Einsiedel  | 18   | 2  | 1 | 15 | 26:80 | 5:31  |

|  | Kampioen, geplaatst voor Midden-Duitse eindronde           |
|  | Geplaatst voor Midden-Duitse eindronde voor vicekampioenen |
|  | Degradatie                                                 |